# Oliarus tantala
Oliarus tantala är en insektsart som beskrevs av Giffard 1925. Oliarus tantala ingår i släktet Oliarus och familjen kilstritar. Inga underarter finns listade i Catalogue of Life.